# Paulista Futebol Clube (Araraquara)
O Paulista Futebol Clube, mais conhecido como Paulista de Araraquara foi um clube brasileiro de futebol da cidade de Araraquara, no estado de São Paulo. Seu fundador foi Carlos Bersanetti. 
Fundado em 3 de dezembro de 1930, suas cores eram preto, branco e vermelho. Participou em 5 ocasiões das divisões de acesso do Campeonato Paulista de Futebol, a Segunda Divisão (atual Série A2), entre os anos de 1948 e 1954, ausentando-se nos anos de 1952 e 1953.
Posteriormente participando do amador da cidade, até o ano de 1963.

## História
Considerado o Galo da Cidade pelos campeonatos consecutivos de 1931 a 1944, e também possuidor de um grande patrimônio, conforme consta no livro nº 59, folhas 33 e 35 no Registro de Imóveis de Araraquara, um terreno medindo 183 m  de frente por 145 m de fundo.
Foi a primeira equipe profissional da cidade de Araraquara, o Paulista teve anos de glória na região, protagonizando alguns dos maiores jogos nos anos de 1940 e 50. Com o surgimento da AFE Ferroviária e da ADA Desportiva em Araraquara, o Paulista terminou ficando em terceiro plano, entrando em decadência. 

### Primeiro jogo
- 28 de dezembro de 1930 - Paulista de Araraquara 2x2 Ruy Barbosa de São Carlos (primeiro jogo do Paulista de Araraquara)
  - Local: Estádio Municipal de Araraquara
  - Horário: 16:25 horas
  - Finalidade: Amistoso regional
  - Árbitro: Nenê Magdalena
  - Gols do Paulista – Lolo (2)
  - Gols do Ruy Barbosa – Zuza (2) (informação verbal)
  - Paulista FC – Tucci; Monte e Cocodé; Branco, Armando e Romeu; Bocucci, Carioca, Ditinho, Júlio e Lolo
  - Ruy Barbosa FC – Zinho; Pelocha e Campulungo; Miguel, Chiquito e Cruz; Mariano, Zuza, Zé Preto, Hermes e Tonissi